# Kaan İnce
Kaan İnce (2 de febrero de 1970 - 13 de agosto de 1992) fue un escritor y poeta turco.

## Biografía
İnce nació el 2 de febrero de 1970 en Ankara. Completó sus estudios de primaria y secundaria en un instituto de Ankara. En 1991 se graduó en sociología en la Universidad de Ankara. İnce escribió poemas, que fueron publicados en muchas y diversas revistas. Su primer poema fue publicado en la columna del periódico Milliyet Art Young Poets.
A la edad de 22 años, se suicidó el 13 de agosto de 1992, saltando de la ventana de su habitación de hotel en Kadıköy, Estambul.